# Svarttjärnen (Garpenbergs socken, Dalarna)
Svarttjärnen är en sjö i Hedemora kommun i Dalarna och ingår i Dalälvens huvudavrinningsområde. Sjöns area är 0,063 kvadratkilometer och den befinner sig 205 meter över havet.